# Alessio Ascalesi
Alessio Ascalesi (ur. 22 października 1872 w Casalnuovo di Napoli, zm. 11 maja 1952 w Neapolu) – włoski duchowny katolicki, kardynał.

## Życiorys
Święcenia kapłańskie przyjął 8 czerwca 1895 w Spoleto. 29 kwietnia 1909 został wybrany biskupem Muro Lucano. Sakrę biskupią przyjął 8 sierpnia 1909 z rąk arcybiskupa Spoleto Domenico Serafiniego z biskupami Giovannim Grazzianim i Ercolano Marinim jako współkonsekratorami. 19 czerwca 1911 przeszedł na Arcybiskupstwo Sant’Agata dei Goti, a 9 grudnia 1915 został arcybiskupem Benewentu. 4 grudnia 1916 Benedykt XV wyniósł go do godności kardynalskiej z tytułem prezbitera San Callisto. 7 marca 1924 mianowany arcybiskupem Neapolu. Wziął udział w konklawe wybierających Piusa XI i Piusa XII.